# Karnyothrips merrilli
Karnyothrips merrilli är en insektsart som först beskrevs av Watson 1920.  Karnyothrips merrilli ingår i släktet Karnyothrips och familjen rörtripsar. Inga underarter finns listade i Catalogue of Life.